# Élections fédérales mexicaines de 1828
Les Élections fédérales mexicaines de 1828 se sont organisés le 1er septembre 1828 suivant celles de 1824, afin de renouveler le Sénat de la République et de trouvé un successeur au président sortant Guadalupe Victoria. 
Le scrutin, deuxième de l'histoire de la République fédérale, est de nouveau remporté par le Parti libéral de Manuel Gómez Pedraza, élu président fédéral, mais qui renonce au poste à la suite du coup d'État du général Vicente Guerrero. 

## Contexte
Élu en 1824, Guadalupe Victoria, premier président du Mexique, gouverna le pays jusqu'à la fin de son mandat. Refusant d'un briguer un second, il laisse la place à la candidature de Manuel Gómez Pedraza pour le Parti libéral. Du côté des conservateurs, on retrouve la candidature du général Anastasio Bustamante. 

## Résultats et conséquences

### Scrutin
Les élections des sénateurs se déroulent entre le 25 août et le 1er septembre 1828, afin d'élire les 38 représentants du Chambre des députés. L'élection du président a lieu le 1er septembre 1828, après l'annonce des résultats du scrutin des sénatoriales, avec la participation de cinq candidats, dont trois libéraux et deux conservateurs.
| Candidats            | Partis        | Sénateurs élus |
| -------------------- | ------------- | -------------- |
| Manuel Gómez Pedraza | Libéraux      | 26             |
| Anastasio Bustamante | Conservateurs | 12             |
| Total                | Total         | 38             |

### Conséquences
Les élections se déroulent le 3 décembre 1828 :
- La présidentielle est remportée par le libéral Manuel Gómez Pedraza face au conservateur Anastasio Bustamante.
- Les sénatoriales sont de nouveau remportées par les libéraux qui enregistrent un léger recul, passant de 30 à 26 postes. Les conservateurs progressent ainsi de 4 sièges, récoltant ainsi 12 postes.

Manuel Gómez Pedraza est élu à la présidence et doit être investi à la fin du mandat du sortant, Guadalupe Victoria, en avril. Mais peu avant son investiture, l'élu est contraint de renoncer à la présidence au profit du général Vicente Guerrero qui, après un coup d'État, se proclame président par intérim de la majorité libérale.